# Lagårdssjön, Västmanland
Lagårdssjön är en sjö i Hallstahammars kommun i Västmanland och ingår i Norrströms huvudavrinningsområde. Sjön har en area på 0,159 kvadratkilometer och ligger 0,2 meter över havet. Lagårdssjön ligger i Strömsholm Natura 2000-område. Sjön avvattnas av vattendraget Kolbäcksån. Vid provfiske har en stor mängd fiskarter fångats, bland annat abborre, asp, björkna och braxen.
Sjön är en utvidgning av Kolbäcksån vid Strömsholm. Sjön är den sista som Strömsholms kanal går genom innan den rinner ut i mälarviken Freden.

## Delavrinningsområde
Lagårdssjön ingår i det delavrinningsområde (660172-152589) som SMHI kallar för Nedlagd mätstation. Medelhöjden är 27 meter över havet och ytan är 58,71 kvadratkilometer. Räknas de 146 avrinningsområdena uppströms in blir den ackumulerade arean 3 113,81 kvadratkilometer. Kolbäcksån som avvattnar avrinningsområdet har biflödesordning 3, vilket innebär att vattnet flödar genom totalt 3 vattendrag innan det når havet efter 135 kilometer. Avrinningsområdet består mestadels av skog (34 procent), öppen mark (11 procent) och jordbruk (44 procent). Avrinningsområdet har 0,22 kvadratkilometer vattenytor vilket ger det en sjöprocent på 0,4 procent. Bebyggelsen i området täcker en yta av 5,61 kvadratkilometer eller 10 procent av avrinningsområdet.

## Fisk
Vid provfiske har följande fisk fångats i sjön:
- Abborre
- Asp
- Björkna
- Braxen
- Faren
- Gärs
- Gädda
- Löja
- Mört
- Sarv